# Синя лястовица
Синята лястовица (Hirundo atrocaerulea) е вид птица от семейство Лястовицови (Hirundinidae). Видът е световно застрашен, със статут Уязвим.

## Разпространение
Видът е разпространен в Замбия, Зимбабве, Демократична република Конго, Кения, Малави, Мозамбик, Свазиленд, Танзания, Уганда и Южна Африка.